# Jean-François de La Porte
Pour les articles homonymes, voir La Porte.
Jean-François « Pierre » de La Porte, seigneur de Meslay, marquis de Presles est un fermier général français né en 1675 et mort en 1745.

## Biographie
Fils du fermier général Jean de La Porte (1636-1695), « homme d'un grand savoir » selon Mouffle d’Angerville, Jean-François de La Porte fut fermier général de 1695 à 1744 à la suite de son père.
Mais être fermier général, chez les La Porte, était une histoire de famille. En effet, de son union, le 8 août 1679, avec Élisabeth des Ruelles (1649-1716), fille d’Adrien des Ruelles, seigneur de Fouilleux, secrétaire du roi et de Nicole Château, Jean de La Porte eut en réalité sept enfants, dont au moins deux furent fermiers généraux : notre modèle et François de La Porte. 

« [...] les la Porte faisaient dans la finance comme un nid de petits et de grands intrigants, très consommés en leur art, tripotant des emplois, se les passant et se les repassant, semblant, en un mot, avoir transformé l'hôtel des Fermes en un bon fromage de Hollande où ils se creusaient et s'aménageaient de sûres retraites. »

Il avait épousé, en 1709, Catherine Soubeyran (morte le 20 juin 1710), fille de Pierre, chauffe cire en la chancellerie, secrétaire du roi et du Grand Collège, garde des registres du contrôle général des finances, conservateur des hypothèques & administrateur de l'hôpital de Paris et de Françoise de Breilly. La belle-famille très riche, lui apporta ainsi une dot assez considérable qui permit à Jean-François de La Porte d'entretenir une bonne société à Paris en passant, vers 1730, pour « l'une des meilleures fourchettes de France, et comme sa bourse, également l'une des mieux remplies de paris, lui fournissait les moyens de satisfaire entièrement ses goûts, il avait pris l'habitude de réunir constamment chez lui de nombreux convives, savants, artistes, gens de lettres et gens d'esprit, auxquels il offrait les créations nouvelles de son maître d'hôtel, d'Ossigny. [...] On le considérait à juste titre, de son temps, comme un homme d'affaires d'un mérite transcendant, le seul véritablement propre à recueillir la succession de Du Verney, de Bernard ou des Contrôleurs généraux, s'ils étaient venus à manquer. De vrai sang de financier, il avait gagné ses titres de fort bonne heure, et menait entièrement ses collègues, grâce au portefeuille des Fermes, qu'il détint avant Lallemand de Betz, grâce à son talent d'administrateur, grâce aussi au crédit qu'il tenait de ses proches. »
Ayant rapporté d'un voyage en Orient la technique de l'élevage du ver à soie ainsi que quelques plants de mûriers et des cocons, il s’installe au bourg de Meslay sur le conseils de Fleury et y fait installer une fabrique de cotonnades et de tapisseries, manufacture réputée d'étoffes brochées à la façon d'Angleterre. Dès 1733, la prospérité du village est affirmée et La Porte s’engage alors à reconstruire l’église du village tout en faisant élever son château (1732), belle demeure sur les bords du Loir sur des plans de Jules Michel Alexandre Hardouin. 
Cependant, ses grandes libéralités ne tardèrent pas à épuiser sa fortune et son fils, Pierre-Jean-François de La Porte de Meslay (juin 1710 – Meslay, 15 juin 1759), écuyer, seigneur de Meslay, marquis de Presles, maître des requêtes et Intendant à Moulins ne verra son salut que grâce à une rente de 79000 livres versée par testament par son grand-père. 
Après avoir épousé, en 1734, Marie-Anne Colette Morgan, Pierre Jean François consolidera sa fortune en entrant au sein de la famille du marquis de Saint-Ange, le 20 juillet 1739, en épousant Anne Elisabeth Lefèvre de Caumartin (14 juillet 1723 – 1794). 
L'une de ses fille, Jeanne Elisabeth, se mariera à Louis Drummond, comte de Melfort
Jean-François de La Porte de Meslay semble avoir été considéré comme le véritable bienfaiteur de Meslay, et est resté dans les esprits comme un personnage bon vivant, affable et de bonne compagnie :

« De la Porte l'aîné, […] étoit un grand courtisan & capable d'être à la tête des finances. Il fut longtems chargé du portefeuille des fermes en qualité de doyen de la compagnie, emploi qu'il a dignement rempli jusqu'à sa mort. Il promettoit beaucoup & ne tenoit pas toujours sa parole, ce qui provenoit quelquefois du concours de certaines puisances qui enlèvent les Meilleurs emplois. Du reste, il étoit poli, aimé de tout le monde & il aimoit à rendre service. Il étoit fort magnifique & tenoit une des meilleures table de Paris. […] Quoi qu'il fût veuf de très bonne heure, il ne s'est point remarié à cause de fon fils, à qui il donna une éducation excellente. Il auroit dû laisser des biens considérables mais il est mort pauvre. »

## Iconographie
C'est en 1733, date de son établissement à Meslay que Jean-François de La Porte commande son portrait à Hyacinthe Rigaud contre 600 livres. La toile originale est conservée dans la mairie de Meslay, et fut offerte par le modèle aux autorités ecclésiastiques
On en connaît une copie au château de Cheverny mais on sait que La Porte en fit faire au moins quatre exemplaires.